# Sergueï Vinogradski
Sergueï Nikolaïevitch Vinogradski (en russe : Сергей Николаевич Виноградский), aussi orthographié Winogradsky, est un microbiologiste ukrainien, né le 1er septembre 1856 à Kiev et mort le 24 février 1953 à Brie-Comte-Robert.

## Biographie

### Enfance et formation
Sergueï Vinogradski est né à Kiev, en Ukraine (alors dans l'Empire russe) dans une famille de notables fortunés. Parmi ses ancêtres paternels se trouvent des cosaques atamans, et du côté maternel, la famille ataman Skoropadsky. Son père, Nikolaï Constantinovitch Vinogradski, né en Bessarabie, est diplômé de Kiev puis directeur de banque. Sa mère, Natalia Victorovna Skoropadskaia est ukrainienne et vient de la province de Tchernihiv.  Il a une sœur et deux frères dont le plus âgé deviendra un musicien renommé. À ce moment-là, Vinogradski est "strictement dévoué à la foi orthodoxe", bien qu'il soit devenu plus tard irréligieux.
Sergueï Vinogradski sort diplômé du second lycée de Kiev en 1873. Ensuite, il commence à étudier le droit mais finalement entre au Conservatoire Impérial de Musique de Saint-Pétersbourg en 1875 pour étudier le piano. En 1877, il change à nouveau et entre à l'Université de Saint-Pétersbourg pour étudier la chimie sous la direction de Nikolaï Menchoutkine et la botanique sous la direction de Andreï Famintsyne. Il reçoit un premier diplôme en 1881 puis une maîtrise en botanique en 1884.

### Université de Strasbourg
En 1885, il commence à travailler à l'Université de Strasbourg sous la supervision du botaniste Anton de Bary et acquiert une certaine renommée pour son travail sur les bactéries impliquées dans le cycle du soufre.
En 1888, il part pour Zurich, où il étudie la nitrification et identifie les genres Nitrosomonas et Nitrosococcus qui oxydent l'ammonium en nitrite et Nitrobacter, qui oxyde le nitrite en nitrate.
Il retourne à Saint-Pétersbourg en 1891, où il dirige la section de microbiologie générale de l’Institut impérial de médecine expérimentale, jusqu’en 1905. Durant cette période il isole la bactérie aérobie obligatoire Clostridium pasteurianum, qui est capable de fixer l'azote atmosphérique.
Il se retire de la vie en scientifique en 1905 et vit en Suisse, mais en 1922 il accepte de prendre la tête de la section de bactériologie agricole de l'Institut Pasteur, située sur la station expérimentale de Brie-Comte-Robert. Durant cette période, il travaille sur plusieurs sujets, dont les bactéries du cycle du fer, les bactéries nitrifiantes, la fixation biologique de l'azote par Azotobacter, les bactéries cellulolytiques ou les méthodes de culture des microorganismes du sol. Il prend sa retraite en 1940 et meurt en 1953.
Il est membre de nombreuses sociétés savantes : la Société moscovite des naturalistes en 1901, l’Académie des sciences en 1902, la Royal Society en 1919, l’Académie d’agriculture.

## Travaux scientifiques
Vinogradski a découvert plusieurs processus impliqués dans les cycles biogéochimiques. En tant qu'un des premiers microbiologistes à avoir étudié les bactéries hors d'un contexte médical, il peut être considéré comme un des fondateurs de l'écologie microbienne.
Ses travaux ont notamment concerné la décomposition de la cellulose par les bactéries cellulolytiques, les bactéries sulfato-réductrices, dont la découverte de la première forme connue de lithotrophie chez le genre Beggiatoa, et ses travaux sur le cycle de l'azote. les travaux sur le cycle de l'azote incluent l'identification de la bactérie fixatrice d'azote Clostridium pasteurianum et la découverte de la nitrification. Il établit deux faits majeurs liés à la nitrification. D’une part, la nitrification se compose de deux étapes, réalisées par des bactéries différentes. Il s'agit d'un étape de transformation des nitrates en nitrites, réalisée par les genres Nitrosomonas et Nitrosococcus, et une étape de transformation des nitrites en nitrates, réalisée par le genre Nitrobacter. D'autre part, la découverte de chimiosynthèse, dont la nitrification fait partie. La chimiosynthèse est un processus par lequel les bactéries synthétisent des composés organiques à partir de composés inorganiques, phénomène comparable à la photosynthèse des plantes vertes mais sans avoir recours à la lumière. En 1949, il publie dans son traité Microbiologie du sol la synthèse de 50 ans de recherches sur les communautés microbiennes vivantes du sol, ce qui en fait l'un des fondateurs de la microbiologie du sol.
La colonne de Vinogradski est un outil d'étude du cycle du soufre et la chimiotrophie largement utilisé dans le monde,.

## Liste de publications
- S Winogradsky, H Winogradsky, Études sur la microbiologie du sol, 1925, Annales de l'Institut Pasteur
- Sergueï Winogradsky, Microbiologie du sol : problèmes et méthodes : cinquante ans de recherches, Paris, Ed. Masson, 1949